# Список умерших в 1843 году
В этой статье представлен список известных людей, умерших в 1843 году.
- См. также: Категория:Умершие в 1843 году

## Январь
- 3 января — Стафей Тимофеевич Жданов, российский общественный деятель (родился в 1766).
- 11 января — Фрэнсис Скотт Ки, американский юрист и поэт, автор текста государственного Гимна США (родился в 1779).
- 12 января — Антонио Паскаль Бурбон-Сицилийский, принц Королевства Обеих Сицилий, титулярный граф ди Лечче (родился в 1816).
- 13 января — Луиза Августа Датская, датская принцесса (родилась в 1771).
- 23 января — Фридрих Генрих Карл де ля Мотт Фуке, немецкий писатель и поэт эпохи романтизма, известный главным образом благодаря сказочной повести «Ундина» (1811); участник Наполеоновских войн, кавалер Железного креста (родился в 1777).
- 24 января — Александр Иванович Базилевич, русский генерал-майор, георгиевский кавалер (родился в 1785), Василий Васильевич Орлов-Денисов, командир лейб-казаков во время Наполеоновских войн, генерал-адъютант, генерал от кавалерии (родился в 1775).
- 25 января — Андрей Иванович Дитерихс, российский горный инженер немецкого происхождения (родился в 1781).
- 29 января — Вильгельм Людвиг Абекен, немецкий археолог и филолог-классик (родился в 1813).
- 30 января — Фёдор Павлович Аделунг, русский, немецкий историк, философ, библиограф, действительный статский советник (родился в 1768).

## Февраль
- 4 февраля — Анна Ивановна Коновницына, супруга генерала от инфантерии графа Петра Петровича Коновницына (родилась в 1769), Таку Сигэсуми, самурай княжества Сага периода Эдо, 10-й глава рода Таку (родился в 1811).
- 21 февраля — Фридрих фон Заллет, немецкий поэт (родился в 1812).
- 24 февраля — Джакомо Джустиниани, итальянский куриальный кардинал, папский дипломат (родился в 1769).
- 27 февраля — Уильям Джардин, шотландский хирург и предприниматель (родился в 1784).

## Март
- 3 марта — Адам Рогальский, польский поэт, журналист, редактор, издатель, воспитанник Виленского университета (родился в 1800).
- 4 марта — Луи Маршан, люксембургский поэт, ветеринар и ботаник (родился в 1807).
- 9 марта — Ду-Хам-Ми, американская индейская танцовщица (родилась в 1825).
- 10 марта — Егор Осипович Скотников, русский гравёр, классный художник, академик Императорской Академии художеств (родился в 1782).
- 17 марта — Карл Зейдельман, немецкий актёр переходного периода от романтизма к реализму (родился в 1793)
- 27 марта — Чарльз Колвилл, британский полный генерал (родился в 1770).
- 18 марта — Уильям Монтегю, британский аристократ, наследственный пэр, военный, колониальный администратор и политик (родился в 1771).
- 21 марта — Хосе Мигель Рамон Адаукто Фернандес-и-Феликс, мексиканский политический деятель, участник войны за независимость от Испании, впоследствии ставший первым президентом Мексиканской республики (родился в 1786).
- 24 марта — Прасковья Александровна Гендрикова, фрейлина императрицы Марии Фёдоровны, фаворитка великого князя Михаила Павловича, первая жена графа А. И. Гендрикова (родилась в 1802), Франсуа Фредерик Понселе, французский юрист, переводчик и преподаватель (родился в 1790).
- 27 марта — Роза-Селеста Баш, французская писательница и поэтесса (родилась в 1774).
- 28 марта — Фридрих Вильгельм Карл фон Адеркас, военный специалист, профессор Дерптского университета (родился в 1767).
- 29 марта — Григорий Ефимович Гейман, немецкий медик, доктор медицины и педагог (родился в 1771).
- 31 марта — Александр Григорьевич Варнек, русский живописец и рисовальщик немецкого происхождения (родился в 1782), Хуан Хосе Вьямонте Гонсалес, аргентинский военный и политический деятель начала XIX века (родился в 1774).

## Апрель
- 1 апреля — Джон Армстронг, американский солдат, дипломат и государственный деятель (родился в 1758).
- 2 апреля — Николай Тимофеевич Баснин, иркутский купец I гильдии (родился в 1770).
- 5 апреля — Пётр Демьянович Завелейский (Завилейский), русский государственный деятель, тифлисский гражданский губернатор (родился в 1800), Кристиан Фридрих фон Дейч, заслуженный профессор, декан медицинского факультета и ректор Императорского Дерптского университета (родился в 1768).
- 8 апреля — Джорджиана Моллой, ботаник-любитель, собирательница растений (родилась в 1805).
- 9 апреля —  Алексей Фёдорович Красавин, русский военачальник, генерал-майор, георгиевский кавалер, участник Отечественной войны 1812 года (родился в 1775).
- 14 апреля — Йозеф Франц Карл Ланнер, австрийский композитор, дирижёр и скрипач (родился в 1801).
- 15 апреля — Фёдор Спиридонович Шимкевич, русский филолог, лексикограф (родился в 1802), Антоний Мелитон Ростворовский, польско-французский военный, затем русский государственный деятель польского происхождения, тайный советник и сенатор (родился в 1789).
- 20 апреля — Пьер Клавель, французский военный деятель, бригадный генерал, участник революционных и наполеоновских войн (родился в 1773).
- 21 апреля — Август Фредерик, шестой сын короля английского Георга III (родился в 1773), Пётр Иванович Висконти, русский, швейцарский архитектор (родился в 1778).
- 22 апреля — Жозеф Кассанье, французский государственный деятель (родился в 1758).
- 23 апреля — Епископ Феодорит, епископ Элладской православной церкви, политик, участник Освободительной войны Греции 1821−1829 годов (родился в 1787), Ричард Аркрайт, дербишир; кредитор, управляющий, шериф Дербишира в 1801 году (родился в 1755).
- 24 апреля — Иван Христианович Трузсон, инженер-генерал-лейтенант русской императорской армии (родился в 1780), Матьё Кёно, французский военный деятель, бригадный генерал, барон, участник революционных и наполеоновских войн (родился в 1766).
- 26 апреля — Кагава Кагэки, японский поэт периода Эдо (родился в 1768).
- 28 апреля — Даниил Ачинский, местночтимый святой Русской Православной Церкви (родился в 1784).
- 29 апреля — Алексей Николаевич Оленин, русский государственный деятель, историк, археолог, рисовальщик (родился в 1763).

## Май
- 3 мая — Томас Хислоп, генерал-лейтенант Британской армии, участник колониальных войн конца XVIII — начала XIX века (родился в 1764).
- 4 мая — Иван Петрович Амосов, русский кораблестроитель, изобретатель, переводчик, самый молодой корабельный мастер в истории судостроения Российской империи, генерал-лейтенант (родился в 1772).
- 7 мая — Пьер-Бенуа Сульт, французский военачальник, кавалерист, дивизионный генерал (родился в 1770).
- 12 мая — Шарлотта фон Кальб, немецкая писательница (родилась в 1761).
- 13 мая — Пётр Иванович Озеров, тверской губернатор в 1813—1817 года, член Правительствующего Сената и Государственного совета (родился в 1776).
- 16 мая — Луи-Анри-Казимир Ла Гиш, французский политик, член Палаты пэров (родился в 1777).
- 19 мая — Чарльз Джеймс Апперли, английский охотник и журналист, более известный под псевдонимом «Нимрод» (родился в 1778), Дмитрий Петрович Глебов, русский поэт, актуариус и переводчик; статский советник (родился в 1789).
- 24 мая — Сильвестр Франсуа де Лакруа, французский математик (родился в 1765).
- 26 мая — Любица Вукоманович, княгиня Сербии (родилась в 1788).
- 28 мая — Михаил Владимирович Ланевский-Волк, генерал-майор, участник подавления Польского восстания 1831 года (родился в 1799).
- 30 мая — Афанасий Иванович Красовский, русский военачальник, генерал-адъютант, генерал от инфантерии, участник Наполеоновских, двух Русско-турецких и Персидской войн (родился в 1781), Иван Борисович Пестель, крупный чиновник, генерал-губернатор Сибири, сенатор (родился в 1765), Карл Осипович де Ламберт, русский граф, участник войн против Наполеона (родился в 1773).
- 31 мая — Людвиг Фридрих Оттон Баумгартен-Крузиус, немецкий протестантский богослов (родился в 1788).

## Июнь
- 1 июня — Антон Бауэр, немецкий учёный-правовед в области теории уголовного права (родился в 1772).
- 2 июня — Жозеп Бонаплата-и-Корриол, промышленный каталонский предприниматель, известный введением парового двигателя в Каталонии и Испании (родился в 1795).
- 7 июня — Жорж Мишель, крупный французский художник-пейзажист, мастер акварели (родился в 1763), Алексис Бувар, французский астроном (родился в 1767), Фридрих Гёльдерлин, немецкий поэт, философ и переводчик, педагог, библиотекарь (родился в 1770), Маркиан Семёнович Шашкевич, галицкий будитель, украинский поэт, фольклорист, публицист, писатель, переводчик, греко-католический священник (родился в 1811).
- 9 июня — Пьер-Филипп Томир, французский скульптор, бронзовщик-литейщик и чеканщик эпохи неоклассицизма и ампира (родился в 1751).
- 11 июня — Франсуа-Ксавье Донзело, французский дивизионный генерал, генерал-губернатор Корфу и Мартиники (родился в 1764), Пётр Христианович Витгенштейн,  русский военачальник немецкого происхождения, генерал-фельдмаршал (1826) (родился в 1769).
- 16 июня — Уильям Шоу Кэткарт, британский генерал и дипломат (родился в 1755).
- 17 июня — Иоганн Наттерер, австрийский натуралист, зоолог и собиратель (родился в 1787).
- 18 июня — Ахбердил Мухаммед, генерал и мудир имама Шамиля (родился в 1803).
- 19 июня — Игнац Йейттелес, австрийский философ, эстетик (родился в 1783).
- 20 июня — Огюстен Мари Д’Абовиль, французский бригадный генерал, артиллерист (родился в 1776), Хью Суинтон Легар, американский юрист и политик (родился в 1797), Хью Суинтон Легар, американский юрист и политик, с1841 по 1843 год являлся Генеральным прокурором США (родился в 1797).
- 22 июня — Гавриил Семёнович Окунев, русский военачальник, генерал-майор, участник Наполеоновских войн (родился в 1785).
- 23 июня — Мария Ленорман, французская прорицательница и гадалка (родилась в 1772).
- 24 июня — Иоганн Фридрих Кинд, немецкий лирик (родился в 1768).
- 27 июня — Жак Поликарп Морган, французский военный деятель, генерал-лейтенант, участник революционных и наполеоновских войн (родился в 1759), Джон Мюррей, шотландский издатель, представитель известной «династии» издателей Мюрреев (родился в 1778).

## Июль
- 1 июля — Доминго Кайседо, южноамериканский военный и политический деятель (родился в 1783).
- 4 июля — Мишель бер де Тюрик, французский адвокат, публицист и общественный деятель (родился в 1781).
- 8 июля — Анн Дени Виктор Юро, французский политик, пэр Франции, роялист (родился в 1767).
- 9 июля — Уошингтон Оллстон, американский поэт и художник (родился в 1779).
- 12 июля — Игнатий Николаевич Данилович, российский правовед и историк, исследователь истории права Великого княжества Литовского (родился в 1788).
- 14 июля — Мигель Рикардо де Алава Эскивель, испанский генерал и дипломат (родился в 1771).
- 15 июля — Людвиг Маркус, немецко-французский историк и ориенталист (родился в 1798).
- 19 июля — Фридрих Вильгельм Генрих Август Прусский, генерал пехоты, активный участник Наполеоновских войн (родился в 1779).
- 23 июля — Антонин Манес, чешский художник эпохи романтизма (родился в 1784), Иван Еремеевич Яковлев, русский живописец, малый портретист позднего русского классицизма первой половины XIX века (родился в 1787).
- 25 июля — Карл Фридрих Людвиг Феликс фон Румор, немецкий художник, рисовальщик и живописец, примыкал к «дрезденским романтикам», литератор, историк искусства, историк сельского хозяйства и гастрософ (теоретик правильного питания), коллекционер произведений искусства, меценат (родился в 1785), Чарльз Макинтош, шотландский химик и изобретатель (родился в 1766).
- 29 июля — Готфрид-Бернхард Лоос, немецкий предприниматель, нумизмат, минцмейстер, генеральный вардейн Берлинского монетного двора (родился в 1773 или 1774), Валериан Емельянович Клоков, русский государственный деятель, видный деятель министерства государственных имуществ (родился в 1795 или 1796).

## Август
- 12 августа — Карл Генрих Раль, австрийский рисовальщик, акварелист и художник-гравёр немецкого происхождения (родился в 1779), Александр Павлович Засс, генерал-лейтенант, участник Наполеоновских войн, член генерал-аудиториата (родился в 1782), Туссен Шарбонно, франкоканадский первопроходец, траппер, торговец и исследователь (родился в 1767).
- 15 августа — Роберт Бейквелл, английский геолог (родился в 1767).
- 20 августа — Григорий Фёдорович Квитка (Основьяненко), украинский и русский писатель, драматург и журналист из рода Квиток (родился в 1778).
- 21 августа — Иоганн Кристоф Верман, балтийско-немецкий промышленник, банкир и меценат, генеральный консул Пруссии в Лифляндии и Курляндии (родился в 1784).
- 27 августа — Иван Иванович Дудрович, профессор Ришельевского лицея, статский советник (родился в 1782), Владислав Ксаверьевич Браницкий, обер-шенк Высочайшего двора и генерал-майор русской армии из польского рода Браницких, участник наполеоновских войн (родился в 1783).
- 29 августа — Людвиг Левин Якобсон, датский анатом и физиолог (родился в 1783).

## Сентябрь
- 4 сентября — Леопольдина Гюго, старшая дочь писателя, поэта и драматурга Виктора Гюго и его жены Адели Фуше, погибла, катаясь на лодке (родилась в 1824), Ман Сингх, последний независимый махараджа княжества Джодхпур (родился в 1783).
- 10 сентября — Андрей Яковлевич Бюлер, государственный деятель, дипломат, сенатор, действительный тайный советник (родился в 1763).
- 13 сентября — Перси Джослин, епископ Церкви Ирландии, министр иностранных дел Великобритании (родился в 1764).
- 14 сентября — Карл Альменредер, немецкий фаготист, композитор и мастер музыкальных инструментов (родился в 1786).
- 15 сентября — Карл фон Грольман, генерал от инфантерии прусской службы, генерал-квартирмейстер армии фельдмаршала Блюхера (родился в 1777), Шер Сингх, 4-й махараджа Сикхского государства в Пенджабе (родился в 1807).
- 16 сентября — Дмитрий Евгеньевич Кашкин, русский поэт и переводчик (родился в 1771),Хосе Мария Кейпо де Льяно Руис де Саравия, испанский историк, политик. Председатель правительства Испании в 1835 году (родился в 1786).
- 19 сентября — Карл Русс, австрийский художник, график периода бидермейера (родился в 1779).
- 21 сентября — Иван Кузьмич Кайданов, русский педагог, автор учебников истории (родился в 1782).
- 30 сентября — Уильям Аллен, английский учёный и филантроп (родился в 1770).

## Октябрь
- 4 октября — Иван Ефремович Ефремов, генерал-лейтенант Донского казачьего войска (родился в 1774).
- 6 октября — Арчибальд Кэмпбелл, британский генерал (родился в 1769).
- 11 октября — Алессандро Джустиниани, итальянский куриальный кардинал, папский дипломат и доктор обоих прав (родился в 1778).
- 12 октября — Пётр Васильевич Победоносцев, русский языковед, издатель, публицист, переводчик, профессор Московского университета, статский советник (родился в 1771).
- 15 октября — Екатерина Николаевна Гончарова, фрейлина, сестра Натальи Николаевны Пушкиной, жена Жоржа Дантеса (родилась в 1809).
- 19 октября —  Луи Бартелеми Прадер, французский пианист, композитор и музыкальный педагог (родился в 1782).
- 20 октября — Елизавета Ивановна Ланская, русская писательница, наставница Александры Павловны (родилась в 1764).
- 25 октября — Гийом Антуан Бенуа, французский государственный деятель (родился в 1775).
- 31 октября — Наталья Семёновна Борщова, русская дворянка, фрейлина великой княгини Марии Фёдоровны (родилась в 1758).

## Ноябрь
- 2 ноября — Юлиус Винценц фон Кромбхольц, немецкий (чешский) врач и миколог (родился в 1782).
- 5 ноября — Иван Фёдорович Буш, российский хирург, доктор медицины и хирургии, профессор, академик (родился в 1771).
- 8 ноября — Павел Дмитриевич Мозган, декабрист (родился в 1802).
- 10 ноября — Джон Трамбулл, американский художник, председатель Американской академии изящных искусств в 1816—1825 годах (родился в 1756).
- 17 ноября — Павел Васильевич Голенищев-Кутузов, русский боевой генерал, участник войны 1812 года и заграничного похода, санкт-петербургский военный генерал-губернатор (родился в 1772).
- 18 ноября — Арманд Жюли Бове, американский политик, судья, 7-й губернатор Луизианы (родился в 1783).
- 28 ноября — Томас Культер, ирландский врач, ботаник и путешественник XIX века (родился в 1793).
- 29 ноября — Франсуа-Николя Венсан Кампенон, французский поэт и переводчик с латыни и английского языка (родился в 1772).

## Декабрь
- 2 декабря — Пер фон Афселиус, шведский врач и преподаватель медицины (родился в 1760), Хосе Канга Аргуэльес, испанский граф, государственный деятель, министр финансов Испании (родился в 1770).
- 3 декабря — Михаил Михайлович Лучкай, русинско-украинский языковед, фольклорист и историк (родился в 1789).
- 7 декабря — Елизавета Алексеевна Голицына, католическая монахиня и миссионерка из рода Голицыных (родилась в 1797).
- 10 декабря — Чарльз Берд, русский инженер и бизнесмен шотландского происхождения, первый строитель пароходов на Неве (родился в 1766).
- 11 декабря — Казимир жан Франсуа Делавинь, французский поэт и драматург, автор текста бывшего французского гимна La Parisienne (родился в 1793).
- 12 декабря — Виллем (Вильгельм) I, первый король Нидерландов, герцог Люксембургский (родился в 1772), Энтони Гейл, четвёртый комендант корпуса морской пехоты США, единственный комендант, уволенный с поста (родился в 1782).
- 14 декабря — Джон Клодиус Лаудон, шотландский ботаник и ландшафтный архитектор (родился в 1783).
- 16 декабря — Василий Иванович Путята, русский чиновник 4-го класса, генерал-кригскомиссар (родился в 1780), Николай Иванович Депрерадович, российский генерал от кавалерии, генерал-адъютант из сербского дворянского рода Прерадовичей (родился в 1767).
- 18 декабря — Смит Томпсон, министр военно-морского флота США с 1818 по 1823 годы, член Верховного суда Соединенных Штатов (родился в 1768), Томас Грэхэм, шотландский аристократ, политик и офицер британской армии (родился в 1748).
- 19 декабря — Иоганн Кристиан Готтлоб Баумгартен, немецкий ботаник, миколог, врач (родился в 1756).
- 23 декабря — Мария Стелла-Петронилла, английская претендентка на французский престол (родилась в 1773).
- 28 декабря — Марианна Гутаковская, польская и российская аристократка, статс-дама русского императорского двора, кавалерственная дама ордена Святой Екатерины меньшого креста (родилась в 1766).

## Дата неизвестна или требует уточнения
- Абдуллах ибн Сунайян, четвёртый эмир Второго Саудовского государства (дата рождения неизвестна).
- Александрина-Роза Барро, французская национальная героиня, женщина-гренадер, принимавшая участие во многих сражениях Первой республики и Первой империи (родилась в 1771).
- Алексей Григорьевич Вакар, русский общественный деятель, действительный член Московского Императорского общества сельского хозяйства, надворный советник (родился в 1773).
- Антон Петрович Арбузов, лейтенант Гвардейского экипажа, декабрист, член Северного общества, активный участник восстания на Сенатской площади (родился в 1797 или 1798).
- Викентий Иванович Бриоски, исторический живописец, реставратор (родился в 1786).
- Георгий Иванович Торичелли, русский архитектор, один из крупнейших архитекторов Одессы первой половины XIX века (родился в 1800).
- Григорий Давыдович Аргун, генерал-майор, герой русско-шведской войны 1808—1809 годов (родился в 1770).
- Джозеф Майкл Гэнди, английский художник, архитектор и теоретик архитектуры (родился в 1771).
- Джон Биско, британский мореплаватель и путешественник (родился в 1794).
- Евдоким Васильевич Давыдов, русский военный деятель, генерал-майор, участник Наполеоновских войн (родился в 1786).
- Иван Иванович Дунаев, профессор технологии Казанского университета (родился в 1788).
- Иван Смицнюк, защитник прав крестьян, солдат в отставке (родился в 1770).
- Сейид Казим Решти, исламский богослов и мистик, иранец, лидер шейхитского движения с 1827 года вплоть до момента своей смерти (родился в 1793).
- Эбергард Иванович фон Дитмарс, российский военнослужащий немецкого происхождения, геодезист, картограф; генерал-майор (родился в 1792).
- Юзеф Иоахим Грабинский, бригадный генерал Польши, Франции и Италии, командующий восстанием в Болонье 1831 года (родился в 1771).